# Franz Mandelblüh
Franz Mandelblüh (* 31. Januar 1807 in Proßnitz, Markgrafschaft Mähren; † 5. März 1878 in Olmütz) war ein altösterreichischer Notar und Politiker.

## Leben
Mandelblüh war der Sohn des Kaufmanns Josef Mandelblüh († 1873). Er war römisch-katholisch und heiratete vor 1838 Marie Koubelka. Aus der Ehe ging eine Tochter und zwei Söhne hervor. Er war der Schwiegervater von Josef von Engel.
Er besuchte von 1817 bis 1823 das Gymnasium in Olmütz und studierte anschließend Rechtswissenschaften an der Universität Olmütz und ab 1828 an der Universität Wien. 1831 wurde er in Olmütz zum Dr. jur. promoviert. Er wurde Praktikant und dann Adjunkt am mährisch-schlesischen Fiskalamt in Brünn. Ab 1835 wirkte er als Advokat in Ungarisch Hradisch und seit 1836 in Olmütz. Ab 1870 war er auch Notar. Bis 1878 blieb er Anwalt und Direktionsmitglied der Olmützer Sparkasse.
Er war ein führender deutscher Vereinsfunktionär in Olmütz. So war er Mitgründer des Turnvereins, des Musikvereins, der Casino-Gesellschaft (bis 1878 Direktor), der Kleinkinder-Bewahranstalt (bis 1878 Direktor).
Während der Revolution von 1848/1849 im Kaisertum Österreich war er von 1848 bis 1849 Mitglied im provisorischen Mährischen Landtag. Dieser wählte ihn in den Ständischen Zentralausschuss, der eine Verfassung für das Kaisertum Österreich erarbeitete. Nachdem 1861 reguläre Landtage eingerichtet worden waren, war er von 1861 bis 1870 Abgeordneter im Mährischen Landtag.
Kommunalpolitisch war er von 1851 bis 1865 und erneut von 1866 bis 1874 Gemeinderat, bis 1876 Mitglied der Gemeindevertretung von Olmütz.
Daneben war er zwei Wahlperioden lang von 1861 bis 1870 Mitglied des Abgeordnetenhauses für den Wahlkreis Mähren, Städte Olmütz etc. Im Reichsrat schloss er sich folgenden Klubs an: 1861 und 1863 Unionisten; 1867 Reichsfreundlicher Klub; vom 26. Juni 1867 bis Ende September 1867 (Auflösung) dem Herbst-Kaiserfeld'scher Klub.